# Adenosina monofosfato

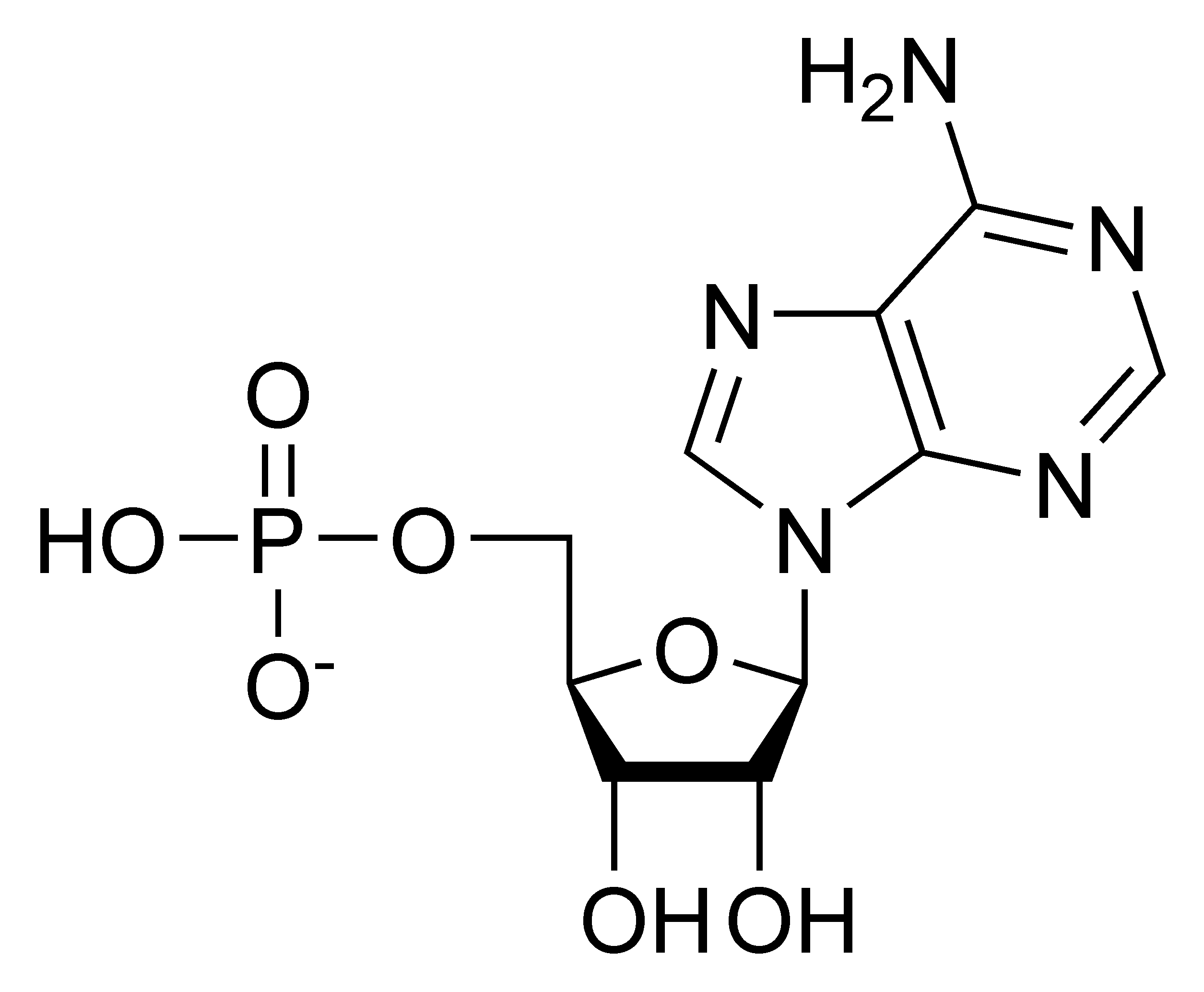
Struttura chimica dell'AMP

L'adenosina monofosfato, noto anche come acido 5'-adenilico e comunemente abbreviato come AMP, è un nucleotide purinico coinvolto in molte reazioni biochimiche, inoltre è presente nell'RNA. Non è invece presente nel DNA in quanto in quest'ultimo i nucleotidi presentano il deossiribosio (diverso dal ribosio a causa della mancanza di un atomo di ossigeno in posizione 2') come zucchero. Chimicamente è composto da un estere dell'acido fosforico (gruppo fosfato) legato da un legame fosfo-estereo al nucleoside adenosina, che a sua volta è composto da un ribosio e dalla base azotata adenina.

## Produzione e degradazione
L'AMP può essere prodotto nel corso della sintesi di ATP ad opera dell'enzima adenilato chinasi dalla combinazione di due molecole di ADP, secondo la seguente reazione:
2 ADP → ATP + AMP
L'AMP può anche essere prodotto dalla idrolisi di un legame ad alta energia di una molecola di ADP:
ADP → AMP + Pi
Similarmente, l'AMP viene prodotto dall'idrolisi di una molecola di ATP, ad ottenere AMP e pirofosfato:
ATP → AMP + PPi
L'AMP, così come gli altri nucleosidi monofosfato, può formarsi qualora una molecola di RNA si spezzi.
L'AMP può essere rigenerato ad ATP secondo la seguente coppia di reazioni:
AMP + ATP → 2 ADP (catalisi in senso inverso dell'adenilato chinasi)
2 ADP + 2 Pi → 2 ATP (questo step viene svolto solitamente dalla ATP sintasi, durante la fosforilazione ossidativa)
L'AMP può anche essere convertito ad IMP attraverso l'enzima mioadenilato deaminasi, liberando un gruppo ammonio.
La via degradativa dell'AMP consiste nella sua conversione in acido urico, che viene successivamente escreto dall'organismo.

## cAMP
L'AMP può inoltre esistere in una struttura ciclica nota come AMP ciclico (o cAMP). All'interno di alcune cellule, infatti, l'enzima adenilato ciclasi può generare cAMP, che gioca un ruolo importante nel metabolismo cellulare, a partire da ATP. Questa reazione è regolata tipicamente da ormoni come adrenalina e glucagone.

## Applicazioni commerciali
Nel settembre 2004, l'AMP è stato approvato dalla Food and Drug Administration statunitense come additivo Bitter Blocker (letteralmente, bloccante dell'amaro) per alimenti. La caratteristica che rende l'AMP in grado di ridurre l'amaro negli alimenti è di grande interesse, dal momento che consentirebbe di sentirli dolci al palato pur non aggiungendo alcun tipo di dolcificante vero e proprio. Ciò potrebbe dunque consentire all'industria alimentare di rispondere alle pressioni dell'opinione pubblica per ridurre le calorie presenti negli alimenti stessi.